# Рассказов, Константин Иванович (Герой Советского Союза)
Константин Иванович Рассказов (1907—1943) — советский военный. Участник Великой Отечественной войны. Герой Советского Союза (1944, посмертно). Старший лейтенант.

## Биография
Родился 31 мая 1907 года в селе Семилей (ныне — Кочкуровский район, Мордовия) в семье крестьянина. Русский. Окончил 9 классов.
В РККА с 1929 года. В 1935 году окончил Полтавскую военно-политическую школу.
На фронтах Великой Отечественной войны с июня 1941. В 1943 году окончил курсы усовершенствования офицерского состава.
26 ноября рота 1116-го стрелкового полка 333-й стрелковой дивизии 6-й армии 3-го Украинского фронта под командованием старшего лейтенанта К. И. Рассказова первой в дивизии форсировала Днепр южнее города Запорожье, захватила плацдарм и обеспечила переправу других подразделений дивизии. 27 ноября рота сломила сопротивление противника и продвинулась на 4 километра. В этом бою старший лейтенант К. И. Рассказов погиб.
Похоронен в братской могиле в селе Марьевка Запорожского района Запорожской области Украины.
Звание Героя Советского Союза присвоено указом Президиума Верховного Совета СССР от 22 февраля 1944 посмертно.

## Награды
- Медаль «Золотая Звезда»;
- орден Ленина;
- орден Отечественной войны 1-й степени;
- медали.

## Память
Бюст Героя установлен в сёлах Кочкурово и Марьевка.